# Raleb Majadele

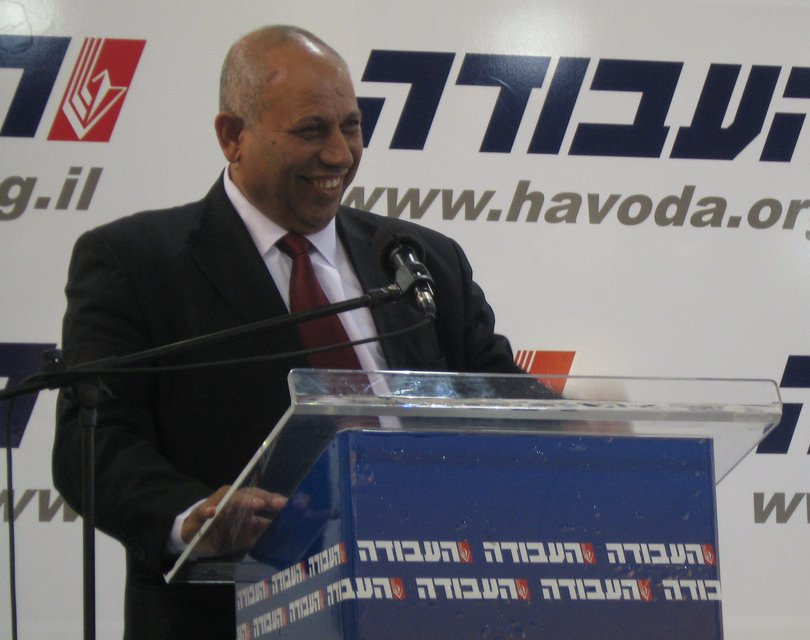
Raleb Majadele.

Raleb Majadele (en árabe: غالب مجادلة; hebreo: ראלב מג'אדלה; nació el 5 de abril de 1953 en Baqa al-Gharbiyye, Israel) es un político israelí, miembro de la Knesset por el Partido Laborista de Israel desde mediados del año 2004, y el primer árabe en ser nombrado ministro en un gobierno israelí.
El 10 de enero de 2007 Amir Péretz, líder laborista, declaró que tenía la intención de proponerle como ministro de ciencia, cultura y deportes. Días después, el 28 de enero, la Knesset daba luz verde a su nombramiento como ministro sin cartera. Su nombramiento fue confirmado por el voto de todos los ministros del gabinete de gobierno israelí, excepto el del ministro de Asuntos Estratégicos Avigdor Lieberman.
- Datos: Q705562
- Multimedia: Raleb Majadele / Q705562